# Pont sur l'Orbise (Mellecey)
Le pont sur l'Orbise est un ouvrage d'art situé dans la commune de Mellecey dans le département français de Saône-et-Loire et la région Bourgogne-Franche-Comté.

## Historique
Ce pont a fait l'objet d'une inscription au titre des monuments historiques le 14 septembre 1987.